# فارس بطرس
فارس بطرس (1906 - 6 أبريل 1992) شاعر سوري. ولد في قرية خربا إحدى قرى حوران، بمحافظة درعا، وتعلّم بها وبالقدس من 1922 حتى نهاية 1925. رحل إلى البرازيل بعد الثورة السورية الكبرى في منتصف 1926 للتجارة فبرز في الأوساط الأدبية، وشارك بتأسيس عصبة الأدب العربي في سان باولو وقد انتخب رئيسًا لها في عام 1980. جمع شعره في ديوان أضواء وأنوار في 1987. توفي في ساو باولو. 

## سيرته
ولد فارس بطرس في قرية خربا بولاية سوريا العثمانية (محافظة درعا السورية) سنة 1906 م/ 1324 هـ ونشأ بها. تلقى تعليمه الابتدائي فها، ورحل في أول عام 1922 إلى القدس، فالتحق بالكلية الاستعدادية الأمريكية، وظلَّ بها حتى نهاية عام 1925 ودرس باللغتين العربية والإنجليزية. هاجر إلى البرازيل في منتصف عام 1926 بعد اندلاع الثورة السورية الكبرى، وفيها عمل بائعًا متجولاً أولًا ثم برز في الأوساط الأدبية فانتسب إلى رابطة عصبة الأدب العربي وشارك بتأسيسها وقد انتخب رئيسًا لها في عام 1980. وفي عام 1981 أصدر نعمان حرب، ضمن سلسلة قبسات من الأدب المهجري كتاباً عنه. 

انتمى إلى الحزب السوري القومي الاجتماعي في أواخر الثلاثينات، وكان له مراسلات مع أنطون سعادة، وكان يشارك في العديد من الاحتفالات والمناسبات القومية والوطنية في البرازيل، وخاصة في سان باولو.

توفي فارس بطرس في ساو باولو في 6 أبريل 1992 م/ 4 شوال 1412 هـ، وأقيمت له حفلة تأبين رسمية وشعبية في بلدته خربا يوم 22 أبريل 1992.

## شعره
تأثر من ميخائيل نعيمة، وجبران خليل جبران، وإيليا أبي ماضي. بدأ ينظم الشعر والمقطوعات الأدبية منذ 1933، وأخذ ينشر إنتاجه الأدبي في عدد من المجلات والصحف، منها مجلة العصبة، وجريدتي الأنباء البرازيلية، والوطن الأرجنتينية، وفي جرائد ومجلات أخرى في الأقطار العربية. جمع شعره في ديوان أضواء وأنوار. 

ذكره عبد العزيز البابطين في معجمه وقال عنه «بشعره نزعة ثورية، يمجد كفاح الشعوب ويخلد أيام انتصاراتها، وشعره دعوة إلى التحرر عن طريق نبذ الجهل ومعانقه العلم، مؤمن بمستقبل العروبة في غد أفضل، وله شعر في الحنين إلى الوطن، كما كتب في الرثاء، إلى جانب شعر له في ذم الجفاء ومقاومة الجحود من الأصدقاء، وله في المراسلات النثرية والشعرية الإخوانية. يميل إلى الحكمة واستخلاص العبر. لغته سهلة تميل إلى المباشرة، وخياله قريب. كتب الشعر على الطريقة التقليدية.»